# Calopteryx balcanica
Calopteryx balcanica là loài chuồn chuồn trong họ Calopterygidae. Loài này được Fudakowsky mô tả khoa học đầu tiên năm 1930.